# Bulgaria en la Copa Mundial de Fútbol de 1974
La selección de Bulgaria en la Copa Mundial de Fútbol de 1974 fue uno de los 16 países participantes de la Copa Mundial de Fútbol de 1974, realizada en Alemania Occidental. El seleccionado búlgaro clasificó a la cita de Alemania Occidental, gracias a que obtuvo el primer lugar, del sexto grupo de la eliminatoria de la UEFA, por delante de Portugal, Irlanda del Norte y Chipre.

## Clasificación

### Grupo 6
| Equipo            | Pts | PJ | PG | PE | PP | GF | GC | Dif |
| ----------------- | --- | -- | -- | -- | -- | -- | -- | --- |
| Bulgaria          | 10  | 6  | 4  | 2  | 0  | 13 | 3  | 10  |
| Portugal          | 7   | 6  | 2  | 3  | 1  | 10 | 6  | 4   |
| Irlanda del Norte | 5   | 6  | 1  | 3  | 2  | 5  | 6  | -1  |
| Chipre            | 2   | 6  | 1  | 0  | 5  | 1  | 14 | -13 |

### Partidos
| Fecha                    | Lugar        | Partido           | Partido | Partido | Partido | Partido           |
| ------------------------ | ------------ | ----------------- | ------- | ------- | ------- | ----------------- |
| 18 de octubre de 1972    | Sofía        | Bulgaria          |         | 3:0     |         | Irlanda del Norte |
| 19 de noviembre de 1972  | Limassol     | Chipre            |         | 0:4     |         | Bulgaria          |
| 2 de mayo de 1973        | Sofía        | Bulgaria          |         | 2:1     |         | Portugal          |
| 26 de septiembre de 1973 | Sheffield(*) | Irlanda del Norte |         | 0:0     |         | Bulgaria          |
| 13 de octubre de 1973    | Lisboa       | Portugal          |         | 2:2     |         | Bulgaria          |
| 18 de noviembre de 1973  | Sofía        | Bulgaria          |         | 2:0     |         | Chipre            |

(*) Irlanda del Norte tuvo que jugar sus partidos como local en Inglaterra.

## Futbolistas
| #     | Posición        | Nombre            | Fecha de nacimiento      | Partidos | Club                |
| ----- | --------------- | ----------------- | ------------------------ | -------- | ------------------- |
| 1     | Portero         | Rumen Goranov     | 17 de marzo de 1950      | -        | Lokomotiv Sofia     |
| 2     | Defensa         | Ivan Zafirov      | 30 de diciembre de 1947  | -        | CSKA Sofia          |
| 3     | Defensa         | Dobromir Žečev    | 12 de noviembre de 1942  | -        | Levski Sofia        |
| 4     | Centrocampista  | Stefan Velichkov  | 15 de febrero de 1949    | -        | Etar Veliko Tarnovo |
| 5     | Centrocampista  | Božil Kolev       | 20 de mayo de 1949       | -        | CSKA Sofia          |
| 6     | Defensa         | Dimitar Penev     | 12 de julio de 1945      | -        | CSKA Sofia          |
| 7     | Defensa         | Voyn Voynov       | 7 de septiembre de 1952  | -        | Levski Sofia        |
| 8     | Centrocampista  | Hristo Bonev      | 3 de febrero de 1947     | -        | Lokomotiv Plovdiv   |
| 9     | Delantero       | Atanas Mihailov   | 4 de julio de 1949       | -        | Lokomotiv Sofia     |
| 10    | Centrocampista  | Ivan Stojanov     | 20 de enero de 1949      | -        | Levski Sofia        |
| 11    | Centrocampista  | Georgi Denev      | 18 de abril de 1950      | -        | CSKA Sofia          |
| 12    | Defensa         | Stefan Aladzhov   | 18 de octubre de 1947    | -        | CSKA Sofia          |
| 13    | Defensa         | Mladen Vasilev    | 29 de julio de 1947      | -        | Akademik Sofia      |
| 14    | Delantero       | Kiril Milanov     | 17 de octubre de 1948    | -        | Levski Sofia        |
| 15    | Delantero       | Pavel Panov       | 14 de septiembre de 1950 | -        | Levski Sofia        |
| 16    | Delantero       | Bozhidar Grigorov | 27 de julio de 1945      | -        | Slavia Sofia        |
| 17    | Centrocampista  | Asparuh Nikodimov | 21 de agosto de 1945     | -        | CSKA Sofia          |
| 18    | Defensa         | Tsonyo Vasilev    | 7 de enero de 1952       | -        | CSKA Sofia          |
| 19    | Defensa         | Kiril Ivkov       | 21 de junio de 1946      | -        | Levski Sofia        |
| 20    | Delantero       | Krasimir Borisov  | 8 de abril de 1950       | -        | Levski Sofia        |
| 21    | Portero         | Stefan Staikov    | 3 de octubre de 1949     | -        | Levski Sofia        |
| 22    | Portero         | Simeon Simeonov   | 26 de abril de 1946      | -        | Slavia Sofia        |
| Entr. | Hristo Mladenov | Hristo Mladenov   |                          |          |                     |

## Participación

### Primera fase

#### Grupo 3
| Equipo       | Pts | PJ | PG | PE | PP | GF | GC | Dif |
| ------------ | --- | -- | -- | -- | -- | -- | -- | --- |
| Países Bajos | 5   | 3  | 2  | 1  | 0  | 6  | 1  | 5   |
| Suecia       | 4   | 3  | 1  | 2  | 0  | 3  | 0  | 3   |
| Bulgaria     | 2   | 3  | 0  | 2  | 1  | 2  | 5  | -3  |
| Uruguay      | 1   | 3  | 0  | 1  | 2  | 1  | 6  | -5  |

#### Contra Suecia
| 15 de junio de 1974, 16:00 | Suecia | 0:0     | Bulgaria | Rheinstadion, Düsseldorf                                              |                                                                       |
|                            |        | Reporte |          | Asistencia: 23.800 espectadores Árbitro(s): Edison Pérez Núñez (Perú) | Asistencia: 23.800 espectadores Árbitro(s): Edison Pérez Núñez (Perú) |

| 1  | PO | Ronnie Hellström  |     |
| 2  | DF | Jan Olsson        |     |
| 3  | DF | Kent Karlsson     |     |
| 5  | DF | Björn Andersson   |     |
| 6  | MC | Ove Grahn         |     |
| 7  | MC | Bo Larsson        |     |
| 9  | MC | Ove Kindvall      | 73' |
| 14 | MC | Staffan Tapper    |     |
| 8  | DE | Conny Torstensson |     |
| 10 | DE | Ralf Edström      |     |
| 11 | DE | Roland Sandberg   |     |
| DT | DT | Georg Ericson     |     |

| 1  | PO | Rumyancho Goranov |     |
| 4  | DF | Stefan Velichkov  |     |
| 6  | DF | Dimitar Penev     |     |
| 17 | DF | Asparuh Nikodimov |     |
| 18 | DF | Tsonyo Vasilev    |     |
| 19 | DF | Kiril Ivkov       |     |
| 5  | MC | Bozhil Kolev      |     |
| 8  | MC | Hristo Bonev      |     |
| 7  | DE | Voyn Voynov       | 75' |
| 11 | DE | Georgi Denev      |     |
| 15 | DE | Pavel Panov       | 73' |
| DT | DT | Hristo Mladenov   |     |

| 15 | MC | Benno Magnusson | 73' |

| 13 | DE | Mladen Vasilev  | 73' |
| 9  | DE | Atanas Mihailov | 75' |

| Árbitro             | Edison Pérez Núñez         |
| Árbitros asistentes | Alfonso González Archundia |
| Árbitros asistentes | Govindasamy Suppiah        |

| 1  | PO | Ronnie Hellström  |     |
| 2  | DF | Jan Olsson        |     |
| 3  | DF | Kent Karlsson     |     |
| 5  | DF | Björn Andersson   |     |
| 6  | MC | Ove Grahn         |     |
| 7  | MC | Bo Larsson        |     |
| 9  | MC | Ove Kindvall      | 73' |
| 14 | MC | Staffan Tapper    |     |
| 8  | DE | Conny Torstensson |     |
| 10 | DE | Ralf Edström      |     |
| 11 | DE | Roland Sandberg   |     |
| DT | DT | Georg Ericson     |     |

| 1  | PO | Rumyancho Goranov |     |
| 4  | DF | Stefan Velichkov  |     |
| 6  | DF | Dimitar Penev     |     |
| 17 | DF | Asparuh Nikodimov |     |
| 18 | DF | Tsonyo Vasilev    |     |
| 19 | DF | Kiril Ivkov       |     |
| 5  | MC | Bozhil Kolev      |     |
| 8  | MC | Hristo Bonev      |     |
| 7  | DE | Voyn Voynov       | 75' |
| 11 | DE | Georgi Denev      |     |
| 15 | DE | Pavel Panov       | 73' |
| DT | DT | Hristo Mladenov   |     |

| 15 | MC | Benno Magnusson | 73' |

| 13 | DE | Mladen Vasilev  | 73' |
| 9  | DE | Atanas Mihailov | 75' |

| Árbitro             | Edison Pérez Núñez         |
| Árbitros asistentes | Alfonso González Archundia |
| Árbitros asistentes | Govindasamy Suppiah        |

#### Contra Uruguay
| 19 de junio de 1974, 19:30 | Bulgaria  | 1:1 (0:0) | Uruguay    | Niedersachsenstadion, Hannover                                       |                                                                      |
|                            | Bonev 75' | Reporte   | Pavoni 87' | Asistencia: 13.400 espectadores Árbitro(s): Jack Taylor (Inglaterra) | Asistencia: 13.400 espectadores Árbitro(s): Jack Taylor (Inglaterra) |

| 1  | PO | Rumyancho Goranov |     |
| 4  | DF | Stefan Velichkov  |     |
| 6  | DF | Dimitar Penev     |     |
| 17 | DF | Asparuh Nikodimov | 59' |
| 18 | DF | Tsonyo Vasilev    |     |
| 19 | DF | Kiril Ivkov       |     |
| 5  | MC | Bozhil Kolev      |     |
| 8  | MC | Hristo Bonev      |     |
| 7  | DE | Voyn Voynov       |     |
| 11 | DE | Georgi Denev      |     |
| 15 | DE | Pavel Panov       |     |
| DT | DT | Hristo Mladenov   |     |

| 1  | PO | Ladislao Mazurkiewicz |     |
| 2  | DF | Baudilio Jáuregui     |     |
| 4  | DF | Pablo Forlán          |     |
| 6  | DF | Ricardo Pavoni        |     |
| 14 | DF | Luis Garisto          | 73' |
| 8  | MC | Víctor Espárrago      |     |
| 10 | MC | Pedro Rocha           |     |
| 18 | MC | Walter Mantegazza     | 62' |
| 9  | DE | Fernando Morena       |     |
| 11 | DE | Rubén Corbo           |     |
| 19 | DE | Denis Milar           |     |
| DT | DT | Roberto Porta         |     |

| 9 | DF | Atanas Mihailov | 59' |

| 3  | MC | Juan Masnik       | 62' |
| 16 | DF | Alberto Cardaccio | 73' |

| Anotado | 75' | Hristo Bonev |

| Anotado | 87' | Ricardo Pavoni |

| Amonestado | 9' | Tsonyo Vasilev |

| Amonestado | 44' | Víctor Espárrago |

| Árbitro             | Jack Taylor   |
| Árbitros asistentes | Doğan Babacan |
| Árbitros asistentes | Klaus Ohmsen  |

| 1  | PO | Rumyancho Goranov |     |
| 4  | DF | Stefan Velichkov  |     |
| 6  | DF | Dimitar Penev     |     |
| 17 | DF | Asparuh Nikodimov | 59' |
| 18 | DF | Tsonyo Vasilev    |     |
| 19 | DF | Kiril Ivkov       |     |
| 5  | MC | Bozhil Kolev      |     |
| 8  | MC | Hristo Bonev      |     |
| 7  | DE | Voyn Voynov       |     |
| 11 | DE | Georgi Denev      |     |
| 15 | DE | Pavel Panov       |     |
| DT | DT | Hristo Mladenov   |     |

| 1  | PO | Ladislao Mazurkiewicz |     |
| 2  | DF | Baudilio Jáuregui     |     |
| 4  | DF | Pablo Forlán          |     |
| 6  | DF | Ricardo Pavoni        |     |
| 14 | DF | Luis Garisto          | 73' |
| 8  | MC | Víctor Espárrago      |     |
| 10 | MC | Pedro Rocha           |     |
| 18 | MC | Walter Mantegazza     | 62' |
| 9  | DE | Fernando Morena       |     |
| 11 | DE | Rubén Corbo           |     |
| 19 | DE | Denis Milar           |     |
| DT | DT | Roberto Porta         |     |

| 9 | DF | Atanas Mihailov | 59' |

| 3  | MC | Juan Masnik       | 62' |
| 16 | DF | Alberto Cardaccio | 73' |

| Anotado | 75' | Hristo Bonev |

| Anotado | 87' | Ricardo Pavoni |

| Amonestado | 9' | Tsonyo Vasilev |

| Amonestado | 44' | Víctor Espárrago |

| Árbitro             | Jack Taylor   |
| Árbitros asistentes | Doğan Babacan |
| Árbitros asistentes | Klaus Ohmsen  |

#### Contra Países Bajos
| 23 de junio de 1974, 16:00 | Bulgaria        | 1:4 (0:2) | Países Bajos                                           | Westfalenstadion, Dortmund                                          |                                                                     |
|                            | Krol 78' (a.g.) | Reporte   | Neeskens 5' (pen.), 45' (pen.) · Rep 71' · de Jong 88' | Asistencia: 53.300 espectadores Árbitro(s): Tony Boskovic (Austria) | Asistencia: 53.300 espectadores Árbitro(s): Tony Boskovic (Austria) |

| 21 | PO | Stefan Staykov   |     |
| 4  | DF | Stefan Velichkov |     |
| 6  | DF | Dimitar Penev    |     |
| 18 | DF | Tsonyo Vasilev   |     |
| 19 | DF | Kiril Ivkov      |     |
| 5  | MC | Bozhil Kolev     |     |
| 8  | MC | Hristo Bonev     |     |
| 10 | MC | Ivan Stoyanov    | 45' |
| 7  | DE | Voyn Voynov      |     |
| 11 | DE | Georgi Denev     |     |
| 15 | DE | Pavel Panov      | 55' |
| DT | DT | Hristo Mladenov  |     |

| 8  | PO | Jan Jongbloed      |     |
| 12 | DF | Ruud Krol          |     |
| 17 | DF | Wim Rijsbergen     |     |
| 20 | DF | Wim Suurbier       |     |
| 2  | MC | Arie Haan          |     |
| 3  | MC | Willem van Hanegem | 46' |
| 6  | MC | Wim Jansen         |     |
| 13 | MC | Johan Neeskens     | 79' |
| 14 | DE | Johan Cruyff       |     |
| 15 | DE | Rob Rensenbrink    |     |
| 16 | DE | Johnny Rep         |     |
| DT | DT | Rinus Michels      |     |

| 9  | MC | Atanas Mihailov  | 45' |
| 20 | DE | Krasimir Borisov | 55' |

| 5 | MC | Rinus Israël | 46' |
| 7 | MC | Theo de Jong | 79' |

| Anotado | 78' | Ruud Krol |

| Anotado · Penal | 5'  | Johan Neeskens |
| Anotado · Penal | 44' | Johan Neeskens |
| Anotado         | 71' | Johnny Rep     |
| Anotado         | 88' | Theo de Jong   |

| Amonestado | 44' | Stefan Velichkov |
| Amonestado | 67' | Georgi Denev     |

| Amonestado | 5'  | Wim Jansen      |
| Amonestado | 22' | Wim van Hanegem |
| Amonestado | 29' | Johan Cruyff    |

| Árbitro             | Tony Boskovic     |
| Árbitros asistentes | Ferdinand Biwersi |
| Árbitros asistentes | Walter Eschweiler |

| 21 | PO | Stefan Staykov   |     |
| 4  | DF | Stefan Velichkov |     |
| 6  | DF | Dimitar Penev    |     |
| 18 | DF | Tsonyo Vasilev   |     |
| 19 | DF | Kiril Ivkov      |     |
| 5  | MC | Bozhil Kolev     |     |
| 8  | MC | Hristo Bonev     |     |
| 10 | MC | Ivan Stoyanov    | 45' |
| 7  | DE | Voyn Voynov      |     |
| 11 | DE | Georgi Denev     |     |
| 15 | DE | Pavel Panov      | 55' |
| DT | DT | Hristo Mladenov  |     |

| 8  | PO | Jan Jongbloed      |     |
| 12 | DF | Ruud Krol          |     |
| 17 | DF | Wim Rijsbergen     |     |
| 20 | DF | Wim Suurbier       |     |
| 2  | MC | Arie Haan          |     |
| 3  | MC | Willem van Hanegem | 46' |
| 6  | MC | Wim Jansen         |     |
| 13 | MC | Johan Neeskens     | 79' |
| 14 | DE | Johan Cruyff       |     |
| 15 | DE | Rob Rensenbrink    |     |
| 16 | DE | Johnny Rep         |     |
| DT | DT | Rinus Michels      |     |

| 9  | MC | Atanas Mihailov  | 45' |
| 20 | DE | Krasimir Borisov | 55' |

| 5 | MC | Rinus Israël | 46' |
| 7 | MC | Theo de Jong | 79' |

| Anotado | 78' | Ruud Krol |

| Anotado · Penal | 5'  | Johan Neeskens |
| Anotado · Penal | 44' | Johan Neeskens |
| Anotado         | 71' | Johnny Rep     |
| Anotado         | 88' | Theo de Jong   |

| Amonestado | 44' | Stefan Velichkov |
| Amonestado | 67' | Georgi Denev     |

| Amonestado | 5'  | Wim Jansen      |
| Amonestado | 22' | Wim van Hanegem |
| Amonestado | 29' | Johan Cruyff    |

| Árbitro             | Tony Boskovic     |
| Árbitros asistentes | Ferdinand Biwersi |
| Árbitros asistentes | Walter Eschweiler |